# Emley Moor TV Tower
Emley Moor TV Tower foi construída em 1970 na cidade de Emley Moor, Inglaterra. Tem 329,2 metros (1 080 pés) e, até julho de 2019, é a 27.ª torre de estrutura independente mais alta do mundo.